# Evangelisch-Lutherische Kirche in Rumänien
Die Evangelisch-Lutherische Kirche in Rumänien (auf Ungarisch: Romániai Evangélikus-Lutheránus Egyház, auf Rumänisch: Biserica Evanghelică Luterană din România) ging aus der Evangelischen Kirche Augsburgischen Bekenntnisses in Rumänien, der so genannten Kirche der Siebenbürger Sachsen, hervor, wurde 1921 als „Synodal-Presbyteriale Evangelisch-Lutherische Kirche“ gegründet und trug bis zum Jahr 2001 die Bezeichnung „Evangelische Synodal-Presbyterianische Kirche A.B. in Rumänien“. Hintergrund dieser Trennung waren u. a. nationale Spannungen zwischen der Kirchenleitung A.B. und den Pastoren der evangelischen ungarischsprachigen Gemeinden um Kronstadt. Dort – z. B. in Săcele und Krebsbach – siedeln noch heute viele sogenannte Burzenländer Csangos evangelischen Glaubens. Dass ihren Pastoren lediglich der Rang von Vikaren zuerkannt wurde, bildete den offiziellen Anlass zur Bildung eines unabhängigen Dekanates im Jahre 1881.
Im Verlauf der Zeit des Nationalsozialismus, die in Rumänien im deutschen und evangelischen A. B. Bereich die Herrschaft der deutschen Volksgruppe gegenüber der angestammten sächsischen kirchlichen Hierarchie bedeutete, kam es zur Lösung weiterer Gemeinden, u. a. der nahe Hermannstadt gelegenen Pfarrei Oltszakadát sowie der slowakischsprachigen Gemeinden um Nădlac (bei Arad). Nach Kriegsende trafen die Leitungen der Evangelischen Kirche A.B. und der Evangelisch-Lutherischen Kirche Vereinbarungen über die Verfahrensweise mit deutschsprachigen Gemeindegliedern, die u. a. in Klausenburg und Neumarkt am Mieresch bestanden.
In den Zuständigkeitsbereich der Evangelisch-Lutherischen Kirche fallen auch etliche der bekannten Wehrkirchen Siebenbürgens, z. B. jene in Kleinkopisch (Pfarrgemeinde mit ca. 600 Mitgliedern) oder Halmagen (ca. 300 Mitglieder).
In der Evangelisch-Lutherischen Kirche ist Ungarisch Amtssprache, jedoch gibt es für die slowakischsprachigen Gemeinden einen Slowakischen Kirchenbezirk. Bischofssitz ist Klausenburg. 2010 zählte die Kirche nach Angaben des Lutherischen Weltbundes 30.720 Mitglieder. Heute gibt es außer ungarischen und slowakischen Gemeinden weiterhin rumänisch- und deutschsprachige Mitglieder in einzelnen Orten und die weltweit einzige rumänischsprachige lutherische Gemeinde in Bukarest mit etwa 70 Mitgliedern, die u. a. auf den Judenchristen Richard Wurmbrand zurückzuführen ist.

## Bischöfe
1927–1940 Lajos Frint

1941–1974 György Argay

1975–1991 Pál Szedressy

1992–2004 Árpád Mózes

2004–0000 Dezső Zoltán Adorjáni

## Partnerkirche
Partnerkirche der Evangelisch-Lutherischen Kirche Rumäniens ist die Evangelisch-Lutherische Landeskirche Mecklenburgs.